# The Education of Max Bickford
A Educação de Max Bickford (The Education of Max Bickford no título original em inglês) é  uma série de televisão dramática transmitida em 2001 e 2002 na televisão estado-unidense pela CBS e posteriormente na RTP2 em Portugal.
O protagonista Richard Dreyfuss interpretava o papel de um professor universitário, Max Bickford, com dois filhos, Nell, interpretada por Katee Sackhoff, que frequentava a universidade e Lester, o filho mais novo, interpretado por Eric Ian Goldberg. Entre os colegas de Max encontravam-se Andrea Haskell, Marcia Gay Harden, sua antiga aluna e amante, recém-chegada à faculdade e o seu melhor amigo Steve, agora conhecido por Erica, Helen Shaver, após uma operação de mudança de sexo.

## Elenco

### Personagens principais
- Richard Dreyfuss - Max Bickford
- Eric Ian Goldberg - Lester Bickford
- Meredith Roberts - Brenda Vanderpool
- Molly Regan - Lorraine Tator
- Stephen Spinella - Rex Pinsker
- David McCallum - Walter Thornhill

### Personagens secundárias
- Jayne Atkinson - Lyla Ortiz
- Stefanie Bari - Anna
- Natalie Venetia Belcon - Rose Quigley
- Craig Bonacorsi - Adam
- Brennan Brown - Ron Zinn
- Lynn Collins
- Angel Desai - Jardie
- Ylfa Edelstein - Isabelle
- Angela Goethals - Danielle Hodges
- Donna Murphy - Esther Weber
- Cote de Pablo - Gina
- Ellen Parker - Noleen Bettis
- Robin Raven
- Kristen Schaal - Valerie Holmes
- Stephen Spinella - Rex Pinsker
- Chris Stack - Alec
- Kellee Stewart - Yolanda

## Lista de episódios
1. "Pilot", 23 Setembro 2001
2. "Herding Cats", 30 Setembro 2001
3. "Who Is Breckenridge Long?", 14 Outubro 2001
4. "Hearts and Minds", 21 Outubro 2001
5. "In the Details", 28 Outubro 2001
6. "Do It Yourself", 11 Novembro 2001
7. "Revisionism", 18 Novembro 2001
8. "A Very Great Man", 2 Dezembro 2001
9. "It's Not the Wrapping, It's the Candy", 9 Dezembro 2001
10. "The Good, the Bad, and the Lawyers", 6 Janeiro 2002
11. "Save the Country", 13 Janeiro 2002
12. "The Cost of Living", 20 Janeiro 2002
13. "I Never Schlunged My Father", 27 Janeiro 2002
14. "Money Changes Everything", 24 Fevereiro 2002
15. "Genesis", 3 Março 2002
16. "An Open Book", 10 Março 2002
17. "Past, Present, Future", 17 Março 2002
18. "Murder of the First", 31 Março 2002
19. "The Bad Girl", 14 Abril 2002
20. "The Egg and I", 21 Abril 2002
21. "One More Time", 12 Maio 2002
22. "The Pursuit of Happiness", 2 Junho 2002